# ماكسين دانيلز
ماكسين دانيلز (بالإنجليزية: Maxine Daniels)‏ هي مغنية وعازفة الجاز بريطانية، ولدت في 2 نوفمبر 1930 في ستيبني في المملكة المتحدة، وتوفيت في 20 أكتوبر 2003 في London Borough of Havering ‏ في المملكة المتحدة.

## وصلات خارجية
- ماكسين دانيلز على موقع ميوزك برينز (الإنجليزية)
- ماكسين دانيلز على موقع ديسكوغز (الإنجليزية)